# Rebalancing (Therapie)

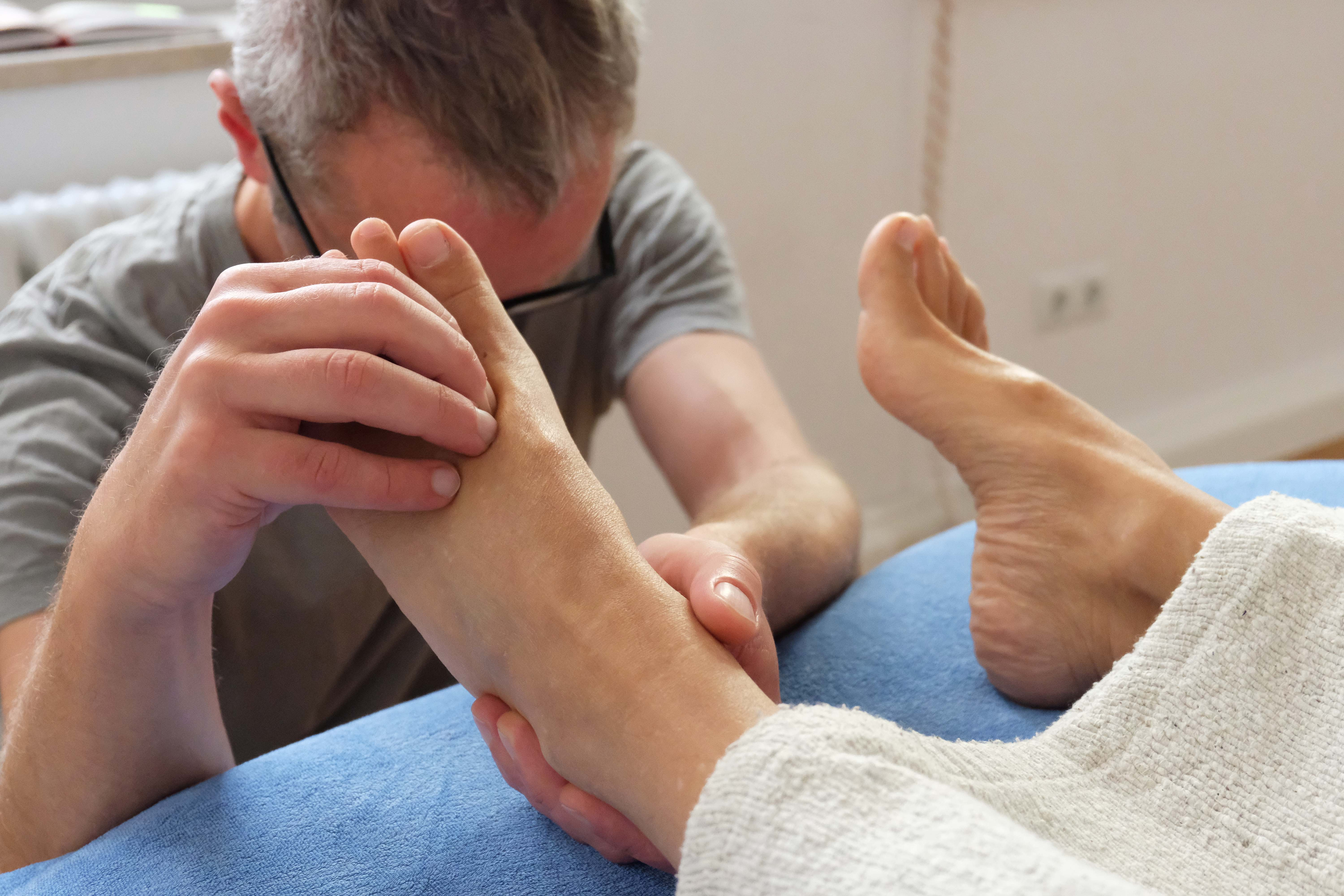
Rebalancing-Therapeut bei der Behandlung

Rebalancing (wieder ausgleichen) ist eine Form von Körpertherapie, die in den 1970er-Jahren hauptsächlich im Ashram von Osho (Bhagwan Shree Rajneesh) in Pune aus Elementen anderer Körpertherapiemethoden, Meditationstechniken und Achtsamkeitsübungen zusammengestellt wurde. In den 1980ern bildeten sich auch vom Osho-Rebalancing unabhängige Schulen. Die Methode soll zu einem neuen „Körper-Bewusstsein“ verhelfen.   Eine evidenzbasierte medizinische Wirkung dieser Therapieform ist nicht belegt.

## Methode
Die der Methode zugrunde liegenden Annahmen von Wechselwirkungen zwischen Körper und Geist ähneln den Annahmen anderer Körpertherapiemethoden, in denen postuliert wird, dass die Arbeit am Körper positiv auf die Gesundheit und die psychische Verfassung wirkt.
Rebalancing lehnt sich unter anderem an die hierfür die Grundlagen schaffende Arbeit von Ida Rolf an, die das „Rolfing“, ein auf zehn Sitzungen basierendes System kreierte. Ida Rolf stand mit ihrer körperorientierten Herangehensweise in der Tradition von Wilhelm Reich, dessen Schülerin sie war.  Die Methode beinhaltet ferner diverse Elemente aus den Bereichen „Körperlesen“ (Body-Reading) nach John Pierrakos, Trager-Methode, Feldenkrais-Methode, Postural Integration, Alexander-Technik, Osteopathie, Polarity, Shiatsu und Akupunktur.